# Bonte vliegenvanger
De bonte vliegenvanger (Ficedula hypoleuca) is een kleine zangvogel (±13 centimeter, 9-15 gram) uit de familie van de vliegenvangers (Muscicapidae). Het is een van de vier soorten zwart-witte vliegenvangers die in het westers Palearctisch gebied voorkomt. De bonte vliegenvanger hybridiseert in beperkte mate met de withalsvliegenvanger. De soort broedt in het grootste deel van Europa en West-Azië. Het is een trekvogel die voornamelijk in West-Afrika overwintert. Het bouwt zijn nest meestal in holtes, bij voorkeur in eiken. Bij de bonte vliegenvanger is polygynie gebruikelijk, waarbij het mannetje niet in de onmiddellijke omgeving een tweede vrouwtje tracht te veroveren. Na de paringen gaat het mannetje terug naar het eerste vrouwtje en helpt met het voeden van de jongen.

## Leefwijze
De bonte vliegenvanger voedt zich met geleedpotigen zoals spinnen, mieren, bijen en soortgelijke prooi.

## Etymologie
Het Latijnse woord Ficedula betekent "kleine vijg-etende vogel". Hypoleuca is de samenstelling van Oudgrieks ὑπό, hupo: "beneden", en λευκός, leukos: "wit", vanwege de witte onderzijde van het dier.

## Uiterlijk

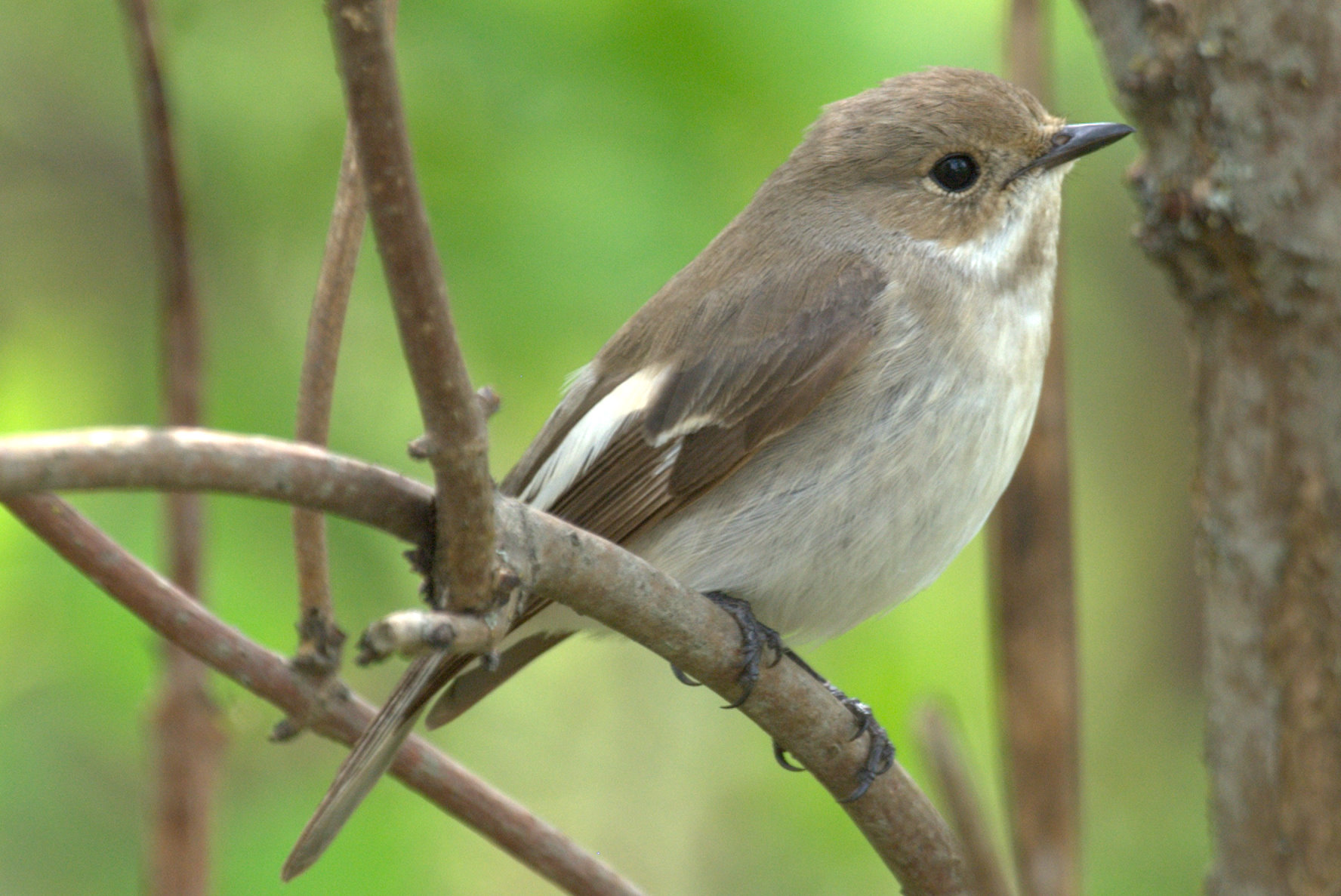
Vrouwtje, Finland

De bonte vliegenvanger is een 12- tot 13½ centimeter grote vogel. De snavel is zwart en heeft de brede maar puntige vorm typerend voor insecteneters die hun prooi in de lucht vangen.

### Broedkleed mannetje
In broedkleed is het mannetje zwart van boven en wit van onder, met een grote witte vleugel vlek, witte pennen aan de zijkanten van de staart en een kleine witte vlek op het voorhoofd. De Iberische ondersoort iberiae (Iberische bonte vliegenvanger) heeft een grotere voorhoofdsvlek en een bleke stuit.

### Vrouwtjes, juvenielen en mannetjes buiten het broedseizoen
Vrouwtjes en juvenielen en mannetjes buiten het broedseizoen hebben dezelfde tekening als de mannetjes tijdens het broedseizoen, waarbij het zwart is vervangen door licht grijs-bruin. Het kan moeilijk zijn de soort te onderscheiden van andere zwart-witte vliegenvangers, in het bijzonder de withalsvliegenvanger.

## Gedrag

### Nestelen
De bonte vliegenvanger broedt in mei-juni. Het nest wordt meestal gemaakt in een holte, hoog in een boom, zoals een oud spechtennest. Maar de soort nestelt ook in nestkastjes met een open voorkant, spouwmuren of een spleet in een klif. Het nest bestaat uit schors, bladeren, grassprietjes en is bekleed met vezels, paardenhaar, en soms met veren. Het legsel bestaat uit 5 tot 8 lichtblauwe eieren. Het vrouwtje broedt alleen gedurende 13 tot 15 dagen. De jongen vliegen 12 tot 17 dagen na het uitkomen uit. Het mannetje voert het broedende vrouwtje onregelmatig en soms helemaal niet, vooral als het mannetje een tweede territorium heeft waar een ander vrouwtje begonnen is met eieren leggen. Het mannetje voert wel de jongen in het eerste nest en pas als die uitgevlogen zijn, de overgebleven jongen van het tweede nest. Eind juni of begin juli, worden de nesten verlaten en leiden de ouders hun jongen weg van hun geboorteplaats.

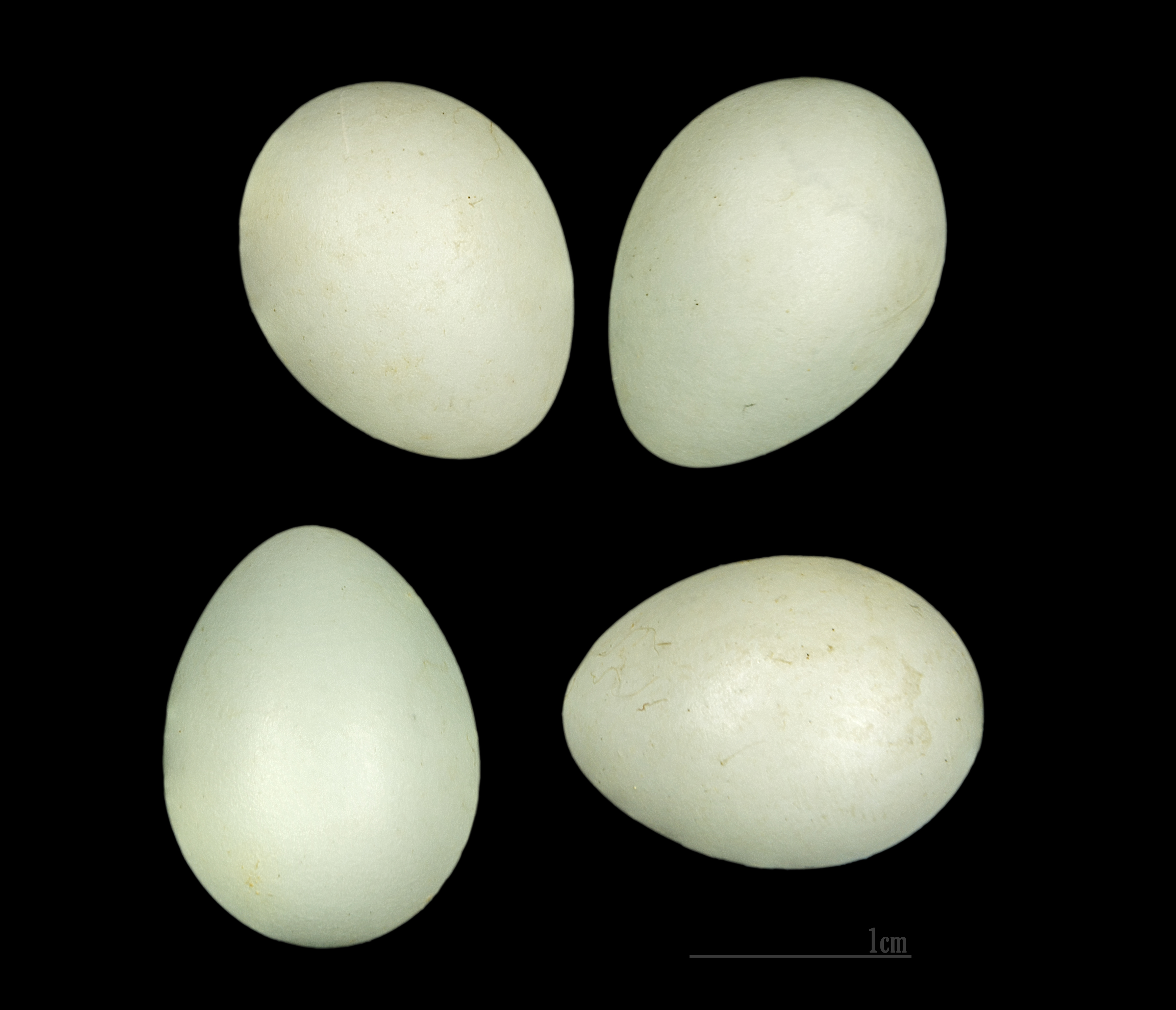
Eieren van de bonte vliegenvanger
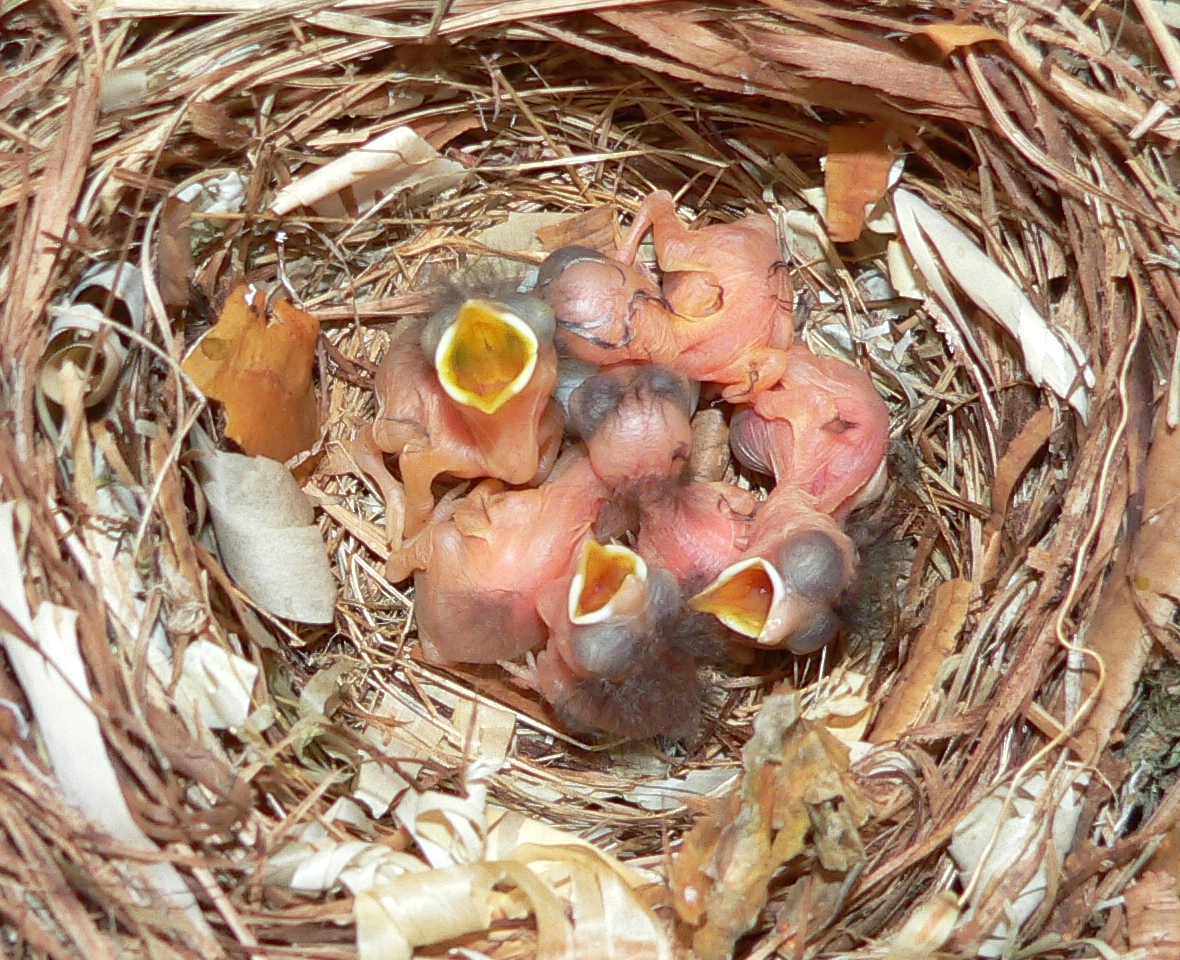
Kuikens van de bonte vliegenvanger

### Geluid
De bonte vliegenvanger heeft een luide, ritmische en melodieuze zang.

## Verspreiding
Bonte vliegenvangers zijn in Nederland en België minder talrijk dan de grauwe vliegenvanger. Hun voornaamste leefgebieden zijn Scandinavië, het voormalig Oostblok en Spanje. In Nederland waren er in de periode 2018-2020 21.000 tot 26.000 broedparen.
De soort telt 3 ondersoorten:
- F. h. hypoleuca: van westelijk en noordelijk Europa tot het Oeralgebergte.
- F. h. iberiae: het Iberisch Schiereiland.
- F. h. sibirica: westelijk en het zuidelijke deel van Centraal-Siberië.

## Status
De bonte vliegenvanger heeft een omvangrijk verspreidingsgebied. De omvang van de populatie werd in 2015 geschat op 33-52 miljoen volwassen vogels. Om deze redenen heeft het van de International Union for the Conservation of Nature (IUCN) de status niet-bedreigd gekregen.
De vogel lijkt zich goed aan te passen aan de klimaatverandering. Door de hogere temperaturen in het broedgebied kruipen de rupsen, het voer voor de jongen, eerder uit het ei, en de bonte vliegenvanger komt nu ook eerder terug uit Afrika om hier te nestelen.

## Video
- Bonte vliegenvanger op Texel
- Bonte vliegenvanger in broedkleed in Vierlingsbeek
- Bonte vliegenvanger in nestkast